# 구글 사람 찾기
구글 사람 찾기(Google Person Finder)는 자연재해의 영향을 받은 생존자, 가족, 애인을 위한 등록부와 게시판을 제공하는 오픈 소스 웹 애플리케이션이다. 각자의 상태와 행방에 관한 정보를 게시하고 검색할 수 있다. 2010년 아이티 지진에 대응하여 자발적인 구글 엔지니어들이 개발하였다.
구글 사람 찾기는 파이썬으로 개발되어 구글 앱 엔진에서 호스팅된다.